# Skokloster

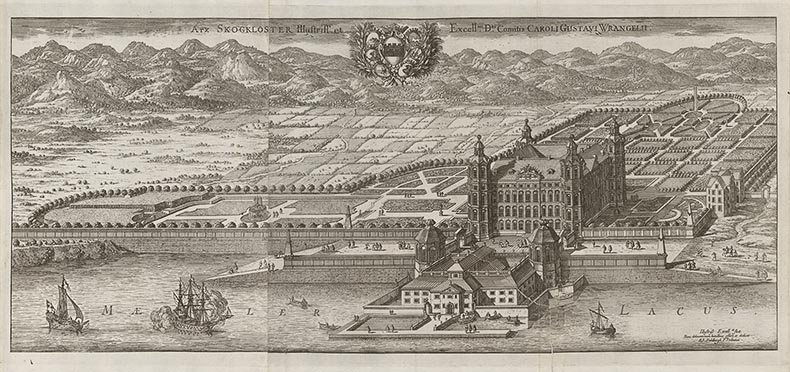
Zámek Skokloster a jeho plánované okolí, cca 1690–1710.

Zámek Skokloster (švédsky Skoklosters slott) je švédský barokní zámek postavený v letech 1654–1676 švédským šlechticem, polním maršálem a politikem Carlem Gustavem Wrangelem, který se nachází na poloostrově jezera Mälaren mezi městy Stockholm a Uppsala. V 70. letech 20. století se stal státním muzeem a jsou v něm vystaveny sbírky obrazů (mj. Rudolf II. jako Vertumnus), nábytku, textilií, nádobí, knih a zbraní, celkem na 20 000 položek. Pro tyto bohaté sbírky a svou architekturu je považován za jeden z nejvýznamnějších barokních zámků a muzeí na světě.

## Historie zámku

### Architektonické řešení
Zámek Skokloster byl postaven v barokním slohu v letech 1654 až 1676 bohatým švédským šlechticem, vojenským velitelem a politikem, hrabětem  Carlem Gustavem Wrangelem na poloostrově jezera Mälaren mezi městy Stockholm a Uppsala. Hlavním autorem byl německý architekt Casper Vogell, dalšími byli švédský architekt francouzského původu Jean de la Vallée a švédský architekt Nicodemus Tessin starší. Je pravděpodobné, že inspirací pro architektonické řešení byl zámek Ujazdów (polsky Zamek Ujazdowski) ve Varšavě.
Hrad je památkou na švédské „Období velké moci“ (švédsky Stormaktstiden), tedy období 17. století, kdy se Švédsko stalo jednou z hlavních evropských mocností. Wrangelova smrt v roce 1676 způsobila, že zámek nebyl nikdy dokončen. Rodina Brahe, která hrad poté získala, měla vlastní rodinné zámky a interiéry nedokončila. Velký hodovní sál tak zůstal z velké části ve stejném stavu, v jakém jej stavitelé zanechali v létě 1676. Nyní se mu říká „Nedokončený sál“. Zámek Skokloster je jediným objektem v Evropě s kompletně dochovaným autentickým staveništěm ze 17. století. Vedle  samotného „Nedokončeného sálu“ se zde nachází řada dalších předmětů ze stejného období, několik stovek nástrojů a asi desítka knih o stavitelství.

### Poválečná přestavba a rekonstrukce
Rodina Brahe, která zámek vlastnila od konce 17. století, vymřela v roce 1930 a zámek po ní zdědila rodina von Essen. Tato rodina se sem po druhé světové válce nastěhovala a zámek dala přestavět na trvalé sídlo. Ve spodním patře byl vybudován byt s ústředním topením, moderní koupelnou a elektřinou. Horní patra měla být zachována jako muzeum. Rekonstrukce proběhla ve dvou etapách v letech 1947 a 1952 a vytvořila moderní obytný prostor uvnitř zámku.
V roce 1967 rodina von Essen hrad včetně všech sbírek prodala švédské vládě. Hrad Skokloster se stal státním muzeem, o který se stará vládní agentura Skoklosters slott (která je součást instituce Statens Historiska Museer, Státní historická muzea) ve spolupráci s Hallwyl Museum Foundation (Hallwylska musee). Rodina von Essen dodnes bydlí v blízkosti zámku. V 70. letech 20. století architekt Ove Hidemark navrhl a provedl rekonstrukci zámku s použitím stejných materiálů a stavebních technik jako v 17. století, což se stalo vzorem pro rekonstrukce jiných švédských památek.
Interiéry zámku jsou považovány za mimořádně dobře zachovalé, zvláště s přihlédnutím k tomu, že se nacházejí v severské lokalitě s chladným podnebím a původní místnosti nemají moderní vytápění. V březnu 2015 byla zahájena druhá etapa důkladné rekonstrukce střechy, do které zatékalo, což mělo za následek vznik plísní a poškozování zejména maleb.

## Zámecké prostory a sbírky

### Dokončené a nedokončené místnosti
Jak již bylo zmíněno, po Wrangelově smrti v roce 1676 byly veškeré stavební a umělecké práce náhle přerušeny a mnohé místnosti zůstaly nedokončené. V dostavěné části zámku se však v plné míře projevuje honosná barokní nádhera. V jeho detailně propracovaných komnatách se nacházejí sbírky obrazů, nábytku, textilií, stříbrného a skleněného nádobí.
Královský sál (švédsky „Kungssalen“) je nejhonosnější ze všech místností na zámku Skokloster. Nachází se uprostřed obytné části, mezi pokojem hraběte a pokojem hraběnky. Za Wrangelovy éry se místnosti říkalo „Denní jídelna“. Od 18. století, kdy stěny začaly zaplňovat četné portréty králů a královen, se místnosti začalo říkat „Královský sál“. Další dokončená místnost, která stojí za zvláštní zmínku, je Wrangelova ložnice.
Takzvaný „nedokončený sál“ (švédsky „ofullbordade salen“) se nachází ve třetím patře západního křídla a měl se stát palácovou hodovní síní pro plesy, bankety, koncerty a tance. Místnost má rozlohu 325 metrů čtverečních a výšku stropu 15 metrů. Denní světlo do něj vstupuje četnými okny, vždy dvě okna nad sebou na obou dlouhých stranách. Krov byl postaven z borovic a spodní strana střešních tašek je viditelná z podlahy. Konstrukce střechy na zámku Skokloster je ve Švédsku ojedinělá.
Když z Německa přišla zpráva, že Carl Gustav Wrangel zemřel ve svém paláci na Rujáně, řemeslníci odložili své nástroje a již se nikdy nevrátili. Báli se, že nedostanou za svou práci zaplaceno, což vzhledem k neustálému nedostatku peněz byla oprávněná obava. Sál je ve stejném stavu, v jakém ho v roce 1676 řemeslníci opustili. Poskytuje tak obraz staveniště skoro před 350 lety. Jedním z důvodů, proč nebyl sál dokončen ani později, byla nejistá situace vysoké šlechty na konci 17. století, protože král Karel XI. potřeboval posílit státní finance. Dnes je toto opuštěné staveniště jedinečným dokladem renesančního stavitelství a pramenem pro výzkum, jak takové práce v druhé polovině 17. století probíhaly.

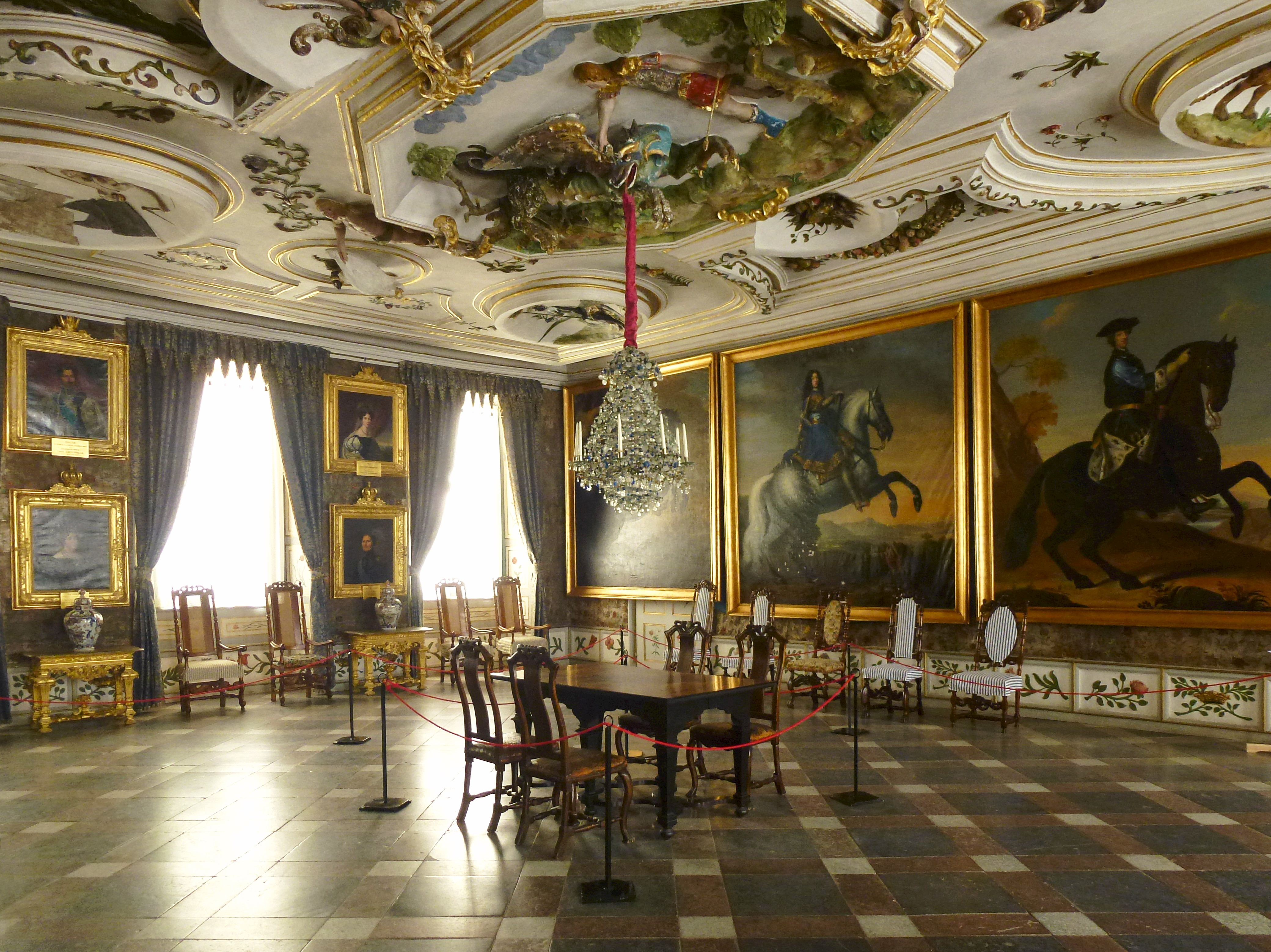
Královský sál
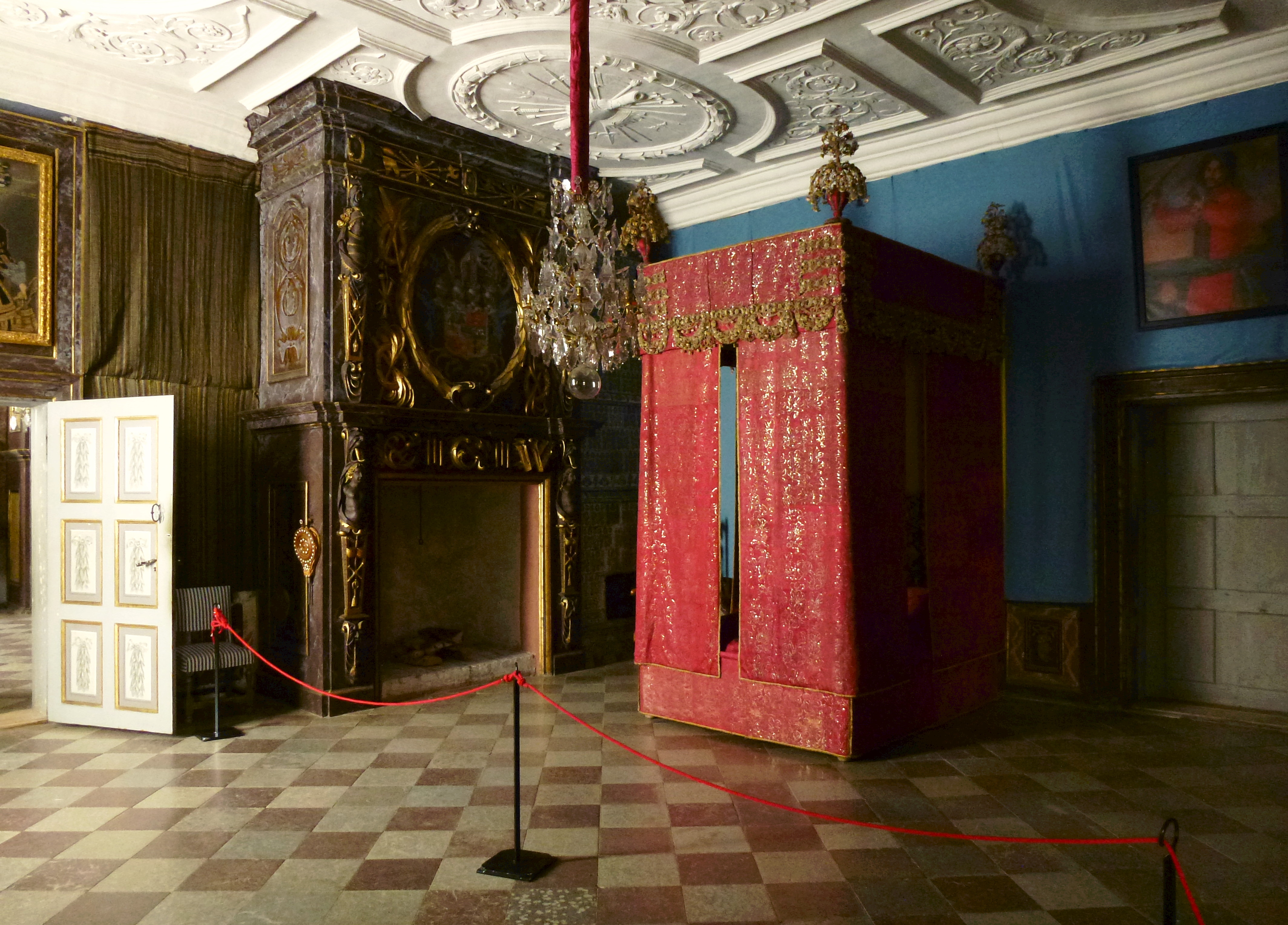
Wrangelova ložnice
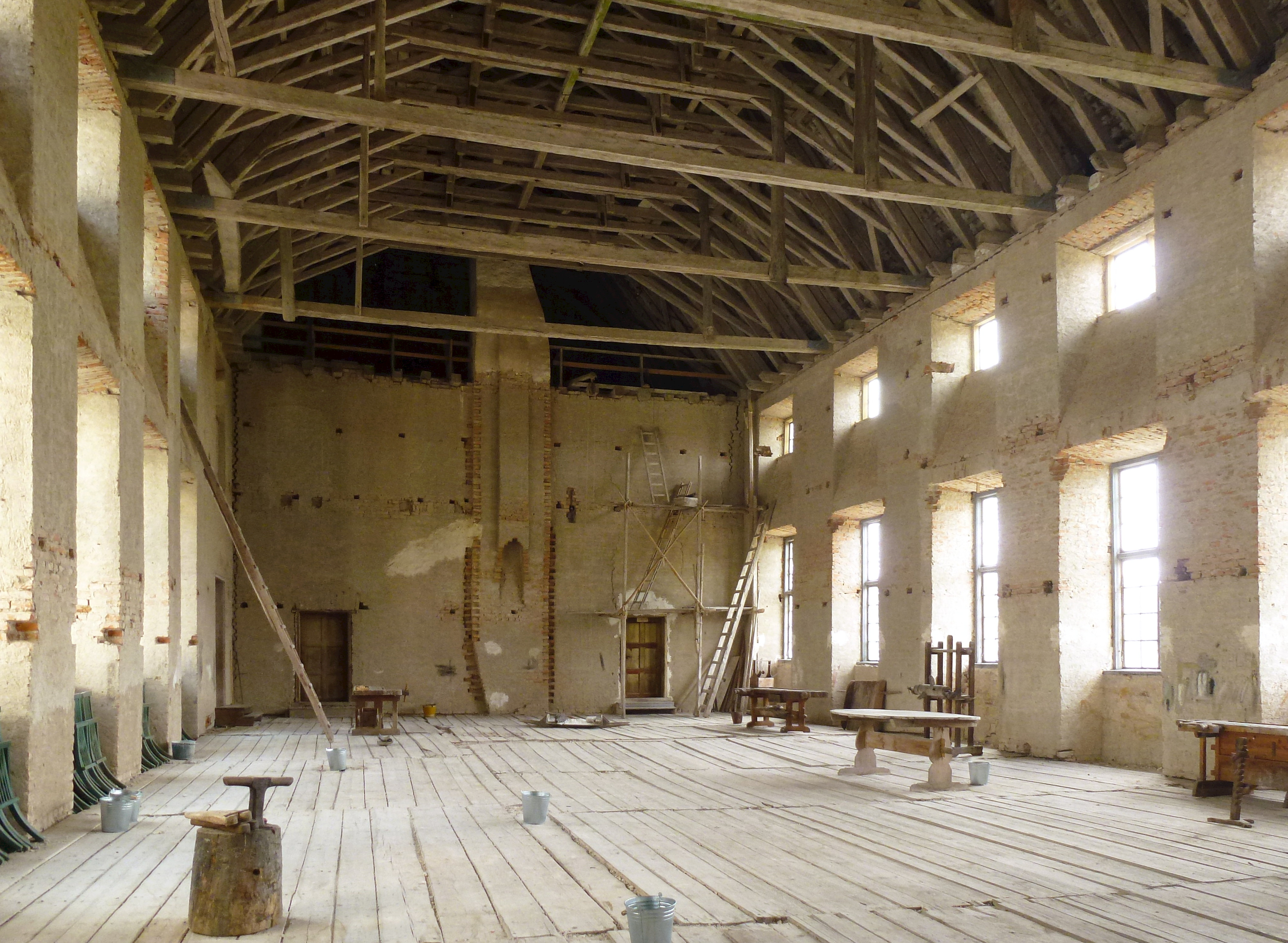
Nedokončený sál

### Sbírka portrétů
Sbírka portrétů na zámku Skokloster obsahuje kolem 600 děl, z nichž většina jsou olejomalby. Asi stovka portrétů je vytvořena jinými technikami, jako jsou např. rytiny a pastely. Většina portrétů není signována. Ze švédských autorů asi nejznámější je David Klöker Ehrenstrahl (narozený v Hamburku, zemřel ve Stockholmu), který svou malířskou kariéru zahájil v roce 1651 právě u Carla Gustava Wrangela. Dostalo se mu čestného označení „otec švédského malířství“. Zastoupeni jsou také švédský portrétista 18. století Alexander Roslin, švýcarský rytec Matthäus Merian nebo nizozemsko-dánský malíř a rytec Abraham Wuchters.  

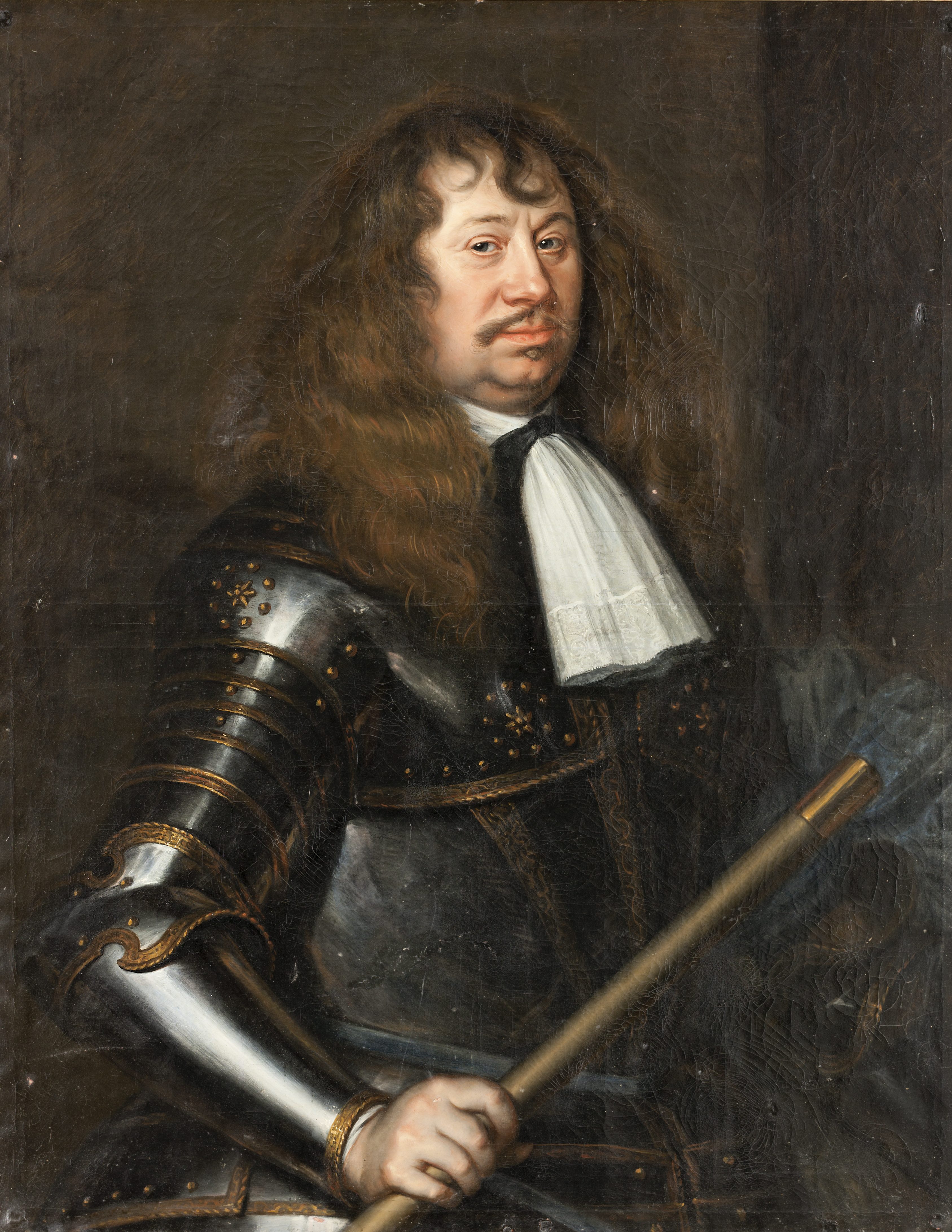
Carl Gustav Wrangel, malíř Matthäus Merian
Wrangel na koni, malíř David Klöker Ehrenstrahl
Jeho žena Anna Margareta von Haugwitz
Nils Brahe, malíř Abraham Wuchters
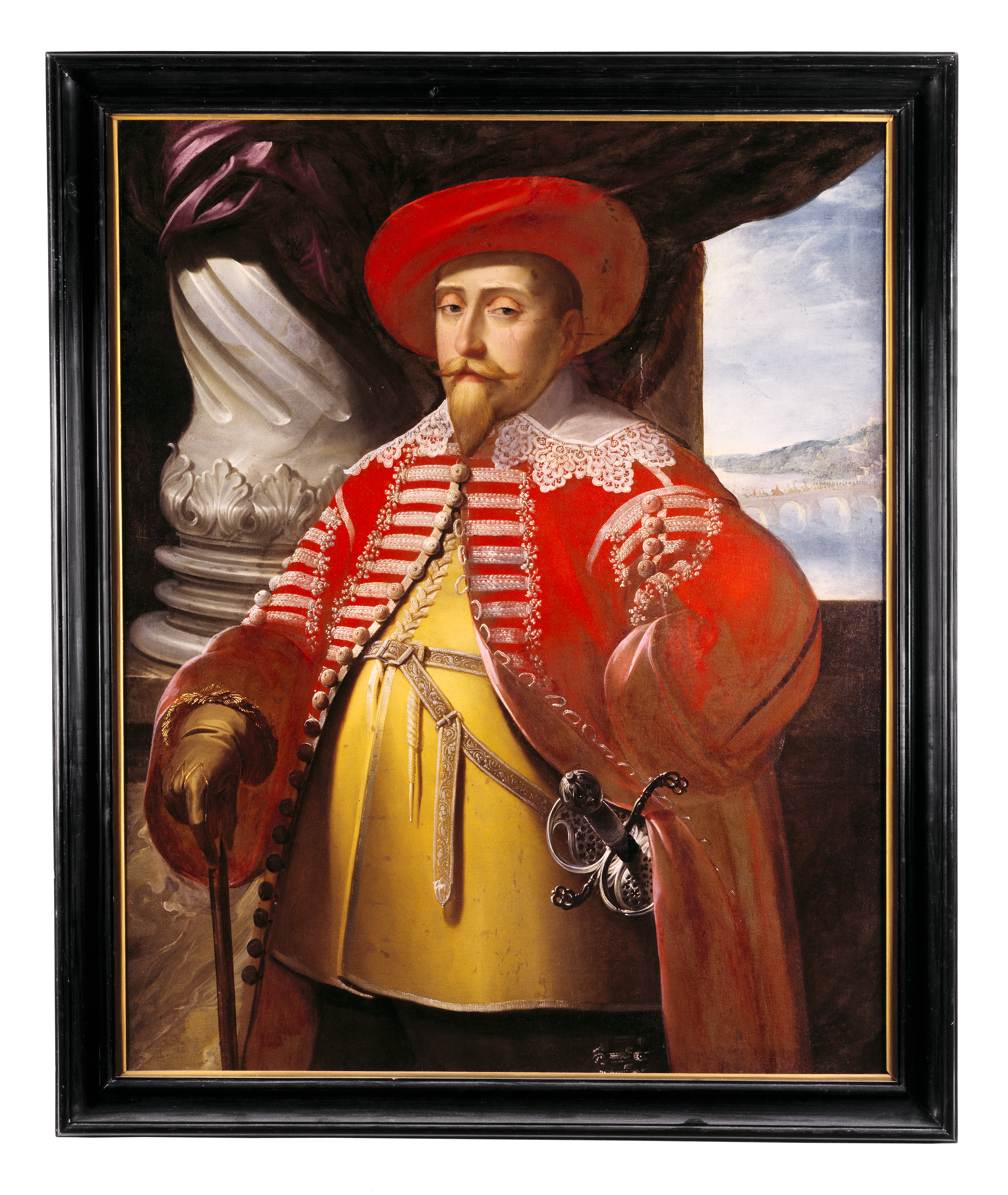
král Gustav II. Adolf, malíř Matthäus Merian

### Alegorický portrét Rudolfa II.

Alegorický portrét Rudolfa II. (malíř Giuseppe Arcimboldo), obraz byl ukraden z Prahy švédskými vojsky.

Několika podobiznami na způsob zátiší z ovoce, zeleniny a květin  včetně proslulého alegorického portrétu císaře Rudolfa II. je zastoupen také svérázný italský manýristický malíř Giuseppe Arcimboldo. Obraz Rudolfa II. vznikl roku 1591 v Praze, kde byl předán císaři. Malířova volba zobrazeného ovoce, zeleniny a květů odkazuje na římského boha Vertumna.
Na konci třicetileté války se obrazu (společně s mnoha dalšími uměleckými díly mimořádně cenných sbírek Rudolfa II.) zmocnilo švédské vojsko a byl předán švédské královně Kristýně. Kdy přesně a za jakých okolností se obraz stal součástí sbírky na zámku Skokloster, není známo. Traduje se, že obraz byl darem královny Kristýny majiteli Skoklosteru Carlu Gustavu Wrangelovi.

### Restaurátor František Makeš

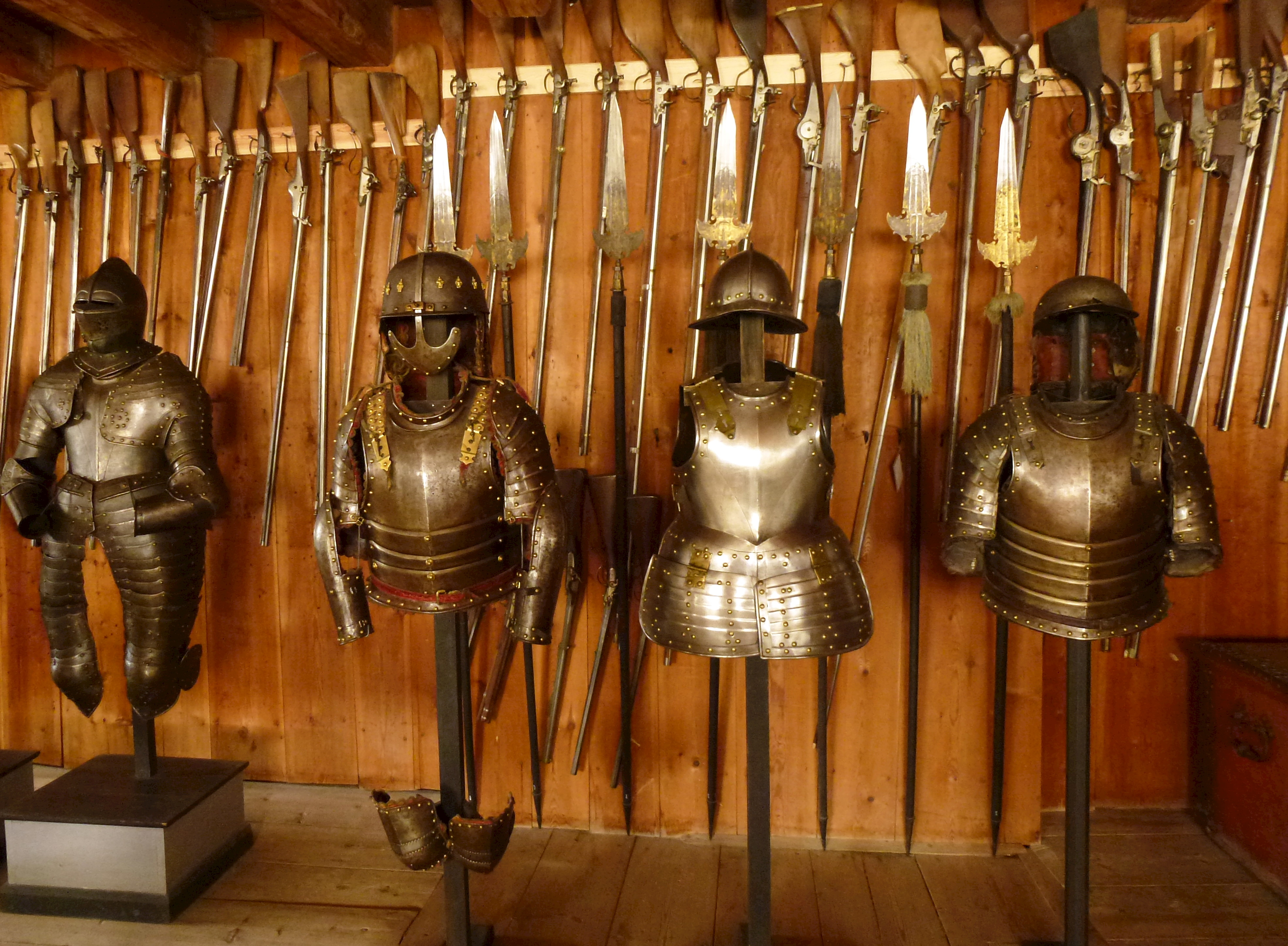
Malá část rozsáhlých sbírek zámecké zbrojnice.

Český malíř, restaurátor a chemik František Makeš žil od roku 1969 ve Švédsku, kam odjel na pozvání ministerstva kultury Švédského království pomoci odstranit plísně ze sbírek královské galerie a muzea, především právě obrazů na zámku Skokloster. Objevil metodu odstranění plísní pomocí enzymů a na základě výsledků se na desítky let stal hlavním konzervátorem a restaurátorem švédských královských sbírek. Restauroval mimo jiné také obrazy ze sbírek Rudolfa II.
Kromě řady dalších odborných prací tyto postupy restaurování malířských děl, zejména obrazu „Wrangelovy děti“ a již zmíněného alegorického portrétu císaře Rudolfa II., popsal v publikaci „Moderní metody záchrany kulturního dědictví Evropy na zámku Skokloster“ (tato kniha vyšla ve stejném roce též v anglické verzi: „Modern methods of European cultural heritage preservation at Skokloster Castle“).

### Zámecká zbrojnice a knihovna
Za zmínku stojí také zámecká zbrojnice a knihovna, které byly založeny na Wrangelových sbírkách zbraní a knih. Později byly sbírky obohaceny a rozšířeny o další šlechtické pozůstalosti ze 17. a 18. století, například od Carla Gustafa Bielkeho. Zbrojnice obsahuje největší osobní sbírku vojenských zbraní ze 17. století na světě.
Většinou se jedná o muškety a pistole, ale také meče (včetně japonských samurajských mečů), malá děla, kopí a kuše (samostříly). Součástí sbírky zbraní jsou také různé exotické předměty, například eskymácká kánoe ze 16. století a hadí kůže. Nachází se zde také původní model zámku, který nechal zhotovit hlavní architekt Caspar Vogel, aby hraběti Wrangelovi předvedl svůj plán architektonického řešení zámku. Velkou část sbírky tvoří válečná kořist během švédské invaze do Polska ve druhé polovině 17. století.